# 1102
Năm 1102 là một năm trong lịch Julius.

## Sinh
- 12 tháng 3 - Tô Hiến Thành - tể tướng nhà Lý tức 22 tháng 1 năm Nhâm Ngọ (m. 1179)